# Провулок Михайла Клименка (Житомир)
Прову́лок Миха́йла Климе́нка  — провулок у Богунському районі Житомира. Названий на честь поета й журналіста, літературного редактора газети «Радянська Житомирщина» Михайла Клименка.

## Розташування
Починається від вулиці Радивилівської, прямує на південний захід, через 170 метрів під прямим кутом повертає ліворуч та, через 130 метрів, закінчується перетином з провулком Юліана Мовчана. Перетинається з провулком Скульптора Вітрика.
Довжина провулку — 300 метрів.

## Історія
До 19 лютого 2016 року називався 6-й Піонерський провулок. Відповідно до розпорядження Житомирського міського голови від 19 лютого 2016 року № 112 «Про перейменування топонімічних об'єктів та демонтаж пам'ятних знаків у м. Житомирі», перейменований на провулок Михайла Клименка.